# Nomia rufosuffusa
Nomia rufosuffusa là một loài Hymenoptera trong họ Halictidae. Loài này được Cockerell mô tả khoa học năm 1935.